# Davichi
Davichi (kor. 다비치) – południowokoreański duet, w którego skład wchodzą Lee Hae-ri i Kang Mink-yung. Duet został założony w 2008 roku przez wytwórnię Mnet Media.
Duet wydał swój debiutancki album studyjny Amaranth 28 stycznia 2008 roku. Promocyjnym utworem I Hate You, I Love You wygrały nagrodę Debiutant Miesiąca lutego na Cyworld Digital Music Awards. Po zakończeniu promocji singla duet rozpoczął promocję utworu Sad Promise. 3 lipca 2008 roku duet wydał rozszerzoną wersję ich pierwszego albumu pod nowym tytułem Vivid Summer Edition z utworem Love and War jako singel promocyjny.

## Dyskografia
Albumy studyjne
- 2008: Amaranth
- 2013: Mystic Ballad
- 2018: &10

Minialbumy
- 2009: Davichi in Wonderland
- 2010: Innocence
- 2011: Love Delight
- 2014: 6,7
- 2015: DAVICHI HUG
- 2016: 50 x Half
- 2022: Season Note

## Nagrody
| Rok  | Nagroda                      | Kategoria                                                        | Wynik     |
| ---- | ---------------------------- | ---------------------------------------------------------------- | --------- |
| 2008 | Cyworld Digital Music Awards | Debiutant Miesiąca (luty)                                        | Wygrana   |
| 2008 | Cyworld Digital Music Awards | Debiutant Miesiąca (lipiec)                                      | Wygrana   |
| 2008 | Mnet Asian Music Awards      | Najlepsza Nowa Grupa Kobieca                                     | Wygrana   |
| 2008 | 23rd Golden Disk Awards      | Best Newcomer Artist                                             | Wygrana   |
| 2009 | 17th Seoul Music Awards      | Najlepszy Nowy Artysta                                           | Wygrana   |
| 2009 | Cyworld Digital Music Awards | Piosenka Miesiąca (marzec) (8282)                                | Wygrana   |
| 2009 | 24th Golden Disk Awards      | Bonsang Award ('Davichi in Wonderland')                          | Wygrana   |
| 2009 | 2009 Melon Music Awards      | Bongsang Award (Top 10 Artists)                                  | Wygrana   |
| 2010 | Cyworld Digital Music Awards | Bonsang Award                                                    | Wygrana   |
| 2010 | 19th Seoul Music Awards      | Bongsang Award (8282)                                            | Wygrana   |
| 2011 | 13th Mnet Asian Music Awards | Najlepszy Wokalny Występ Grupy (Don't Say Goodbye)               | Nominacja |
| 2012 | 1st Gaon Chart K-Pop Awards  | Bonsang Award                                                    | Wygrana   |
| 2012 | 14th Mnet Asian Music Awards | Najlepszy Wokalny Występ Grupy (Will Think Of You)               | Wygrana   |
| 2013 | 15th Mnet Asian Music Awards | Najlepszy Wokalny Występ Grupy (Turtle)                          | Nominacja |
| 2013 | 15th Mnet Asian Music Awards | Najlepsza Oryginalna Ścieżka dźwiękowa (Don’t You Know) (IRIS 2) | Nominacja |
| 2013 | 2013 Melon Music Awards      | Bongsang Award (Top 10 Artists)                                  | Wygrana   |
| 2014 | 28th Golden Disk Awards      | Digital Bonsang Award (Turtle)                                   | Wygrana   |
| 2014 | 3rd Gaon Chart K-Pop Awards  | Artysta Roku – Marzec (Turtle)                                   | Wygrana   |

### Nagrody z programów muzycznych
| Rok  | Nagroda |
| ---- | --- |
| 2008 | - Sad Promise - 4 maja – SBS Popular Song Mutizen - Love and War - 18 lipca – KBS Music Bank K-Chart #1 - 31 lipca – M.net M Countdown #1 - 17 sierpnia – SBS Popular Song Mutizen                                                            |
| 2009 | - 8282 - 15 marca – SBS Popular Song Mutizen - 20 marca – KBS Music Bank K-Chart #1 - 22 marca – SBS Popular Song Mutizen - 2 kwietnia – M.net M! Countdown #1 - 3 kwietnia – KBS Music Bank K-Chart #1 - 30 kwietnia – M.net M! Countdown #1 |
| 2011 | - Don't Say Goodbye - 18 września – SBS Popular Song Mutizen - 2 października – SBS Popular Song Mutizen - 7 października – KBS Music Bank K-Chart #1 - 14 października – KBS Music Bank K-Chart #1                                           |
| 2013 | - Just the Two of Us - 28 marca – M.net M! Countdown #1 - Turtle - 10 kwietnia – MBC Music Show Champion Champion Song - Letter - 23 listopada – MBC Music Core #1                                                                            |